# 야마나카 료지
야마나카 료지(일본어: 山中 良二, 1983년 4월 19일 ~ )는 일본의 전 축구 선수이다.

## 구단 경력
과거 미토 홀리호크에서 활동하였다.